# Consell General dels Joves d'Andorra
El Consell General dels Joves és el nom que rep la iniciativa del parlament andorrà, el Consell General, per apropar el sistema democràtic als joves andorrans. Fou creat el 14 de març del 2002.
El projecte consisteix que els alumnes de 3r i 4t curts de la segona ensenyança redactin projectes de llei que després han d'aprovar al parlament. D'aquesta manera es pretén donar a conèixer el sistema institucionals d'Andorra als joves i, endemés, fer-los entendre com funciona la democràcia en general. És a dir, l'elaboració de lleis, la votació d'aquestes, el funcionament de l'executiu i judicial.
Es fa anualment i al parlament hi són representats els alumnes dels tres sistemes educatius del país. Les lleis aprovades no tenen cap mena de valor jurídic, al no convertir-se legislació del país. Tanmateix, serveixen de base educativa i d'eina per als polítics. Poden, mitjançant les propostes, copsar les inquietuds de la joventut. A més, el Consell General dels Joves ha permès posar de manifest els canvis de mentalitat que ha anat experimentant la societat. Per exemple, l'any 2014 el Consell General va aprovar la Llei de matrimoni homosexual.

## Projectes de Llei rebutjats més destacats
- Edició 2006: Llei per a la igualtat entre homes i dones en l'àmbit laboral
- Edició 2012: Llei per al reciclatge del paper
- Edició 2013: Llei per a la instal·lació d'ordinadors a les escoles

## Projectes de Llei aprovats més destacats
- Edició 2003: Llei sobre medi ambient, Llei per a la millora del transport públic, Llei per fomentar l'entreteniment dels habitants d'Andorra
- Edició 2004: Llei relativa a la igualtat entre homes i dones
- Edició 2005: la celebració d'eleccions va impedir la constitució del Consell General dels Joves el 2005
- Edició 2006: Llei per evitar el fracàs escolar
- Edició 2007: Llei per a la legalització del cànnabis, Llei relativa als espais sense fum
- Edició 2008: Llei per a l'educació sexual a l'escola, Llei per a la creació d'escoles verdes, Llei per a la millora de vida dels deficients visuals, Llei per a l'adaptació de centres per a la gent gran
- Edició 2009: Llei per a la promoció del català entre la població treballadora
- Edició 2010: Llei per a la integració dels immigrants
- Edició 2011: Llei per a la promoció del vehicle elèctric, Llei per al dret a la imatge pròpia,
- Edició 2012: Llei per a la legalització del matrimoni homosexual, Llei "per fer front a la crisi"
- Edició 2013: Llei per a l'allargament de la maternitat
- Edició 2014: Llei per fomentar el coneixement de la llengua anglesa i francesa